# 琳派

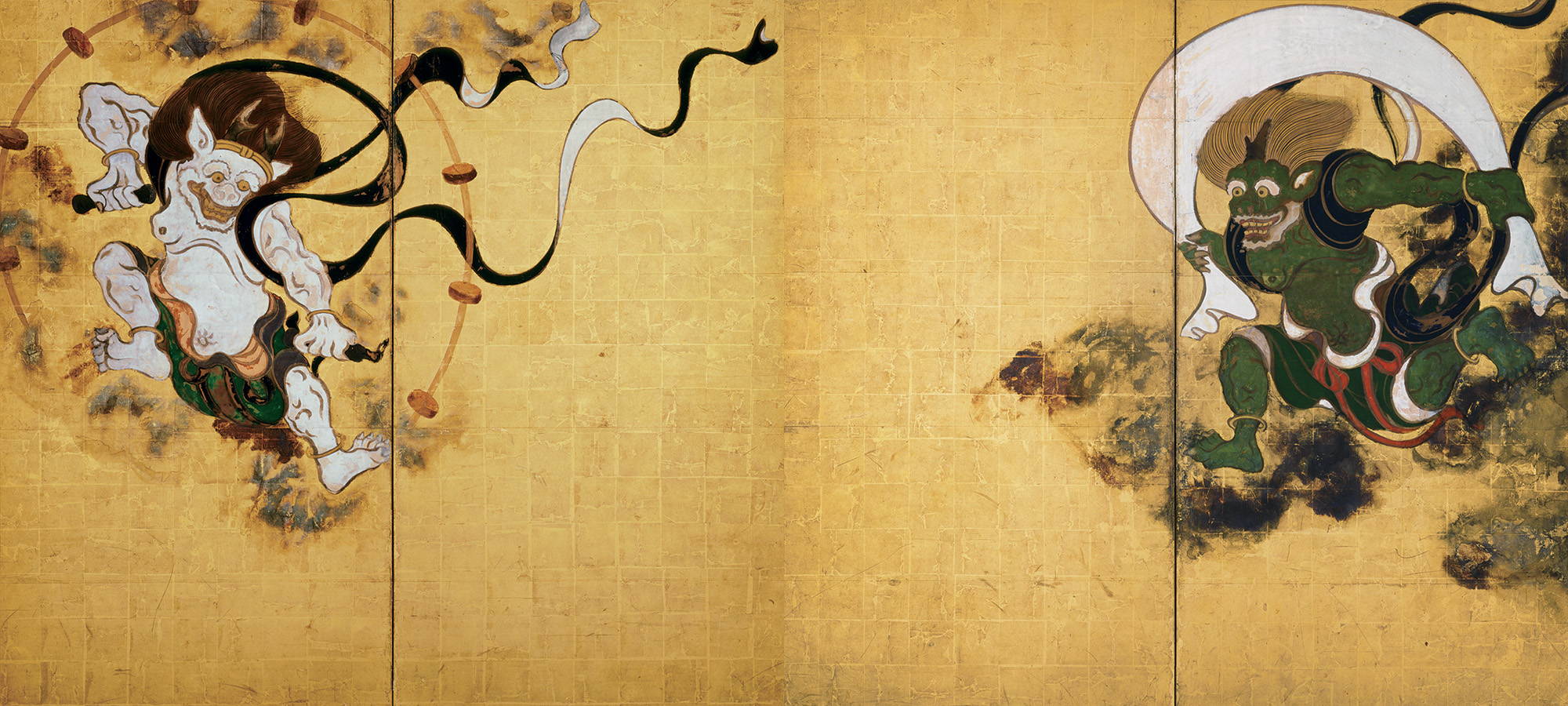
風神雷神図（俵屋宗達画、京都国立博物館蔵、国宝）

琳派（りんぱ）とは、桃山時代後期に興り近代まで活躍した、同傾向の表現手法を用いる造形芸術上の流派または美術家・工芸家らやその作品を指す名称。
本阿弥光悦と俵屋宗達が創始し、尾形光琳・乾山兄弟によって発展、酒井抱一・鈴木其一が江戸に定着させた。

## 概略
大和絵の伝統を基盤として、豊かな装飾性・デザイン性をもち、絵画を中心として書や工芸を統括する総合性、家系ではなく私淑による断続的な継承、などが特質として挙げられる。光琳が宗達に、抱一が光琳にそれぞれ傾倒し、その影響を受けている。狩野派や円山・四条派といった他の江戸時代の流派は、模写を通じて直接師から画技を学んだのに対し、琳派では時間や場所、身分が遠く離れた人々によって受け継がれたのは、他に類を見ない特色である。同じような主題や図様、独特の技法を意識的に選択・踏襲することで流派のアイデンティティーを保持する一方で、絵師独自の発見と解釈が加わり再構成されることで、単なるコピーやエピゴーネンではない新たな芸術を生み出した。

### 呼称
かつては尾形光琳・乾山とその作風を継承した酒井抱一らを一つのグループとみなし「光琳派」と呼んだり、その先駆者と考えられる俵屋宗達・本阿弥光悦らを含めて「宗達光琳派」と呼んでいた。現在は「琳派」という呼称が一般的である。

### 特色
背景に金銀箔を用いたり、大胆な構図、型紙のパターンを用いた繰り返し、たらしこみの技法などに特色が見られる。題材は花木・草花多いが、物語絵を中心とする人物画や鳥獣、山水、風月に若干の仏画を扱った作品もある。

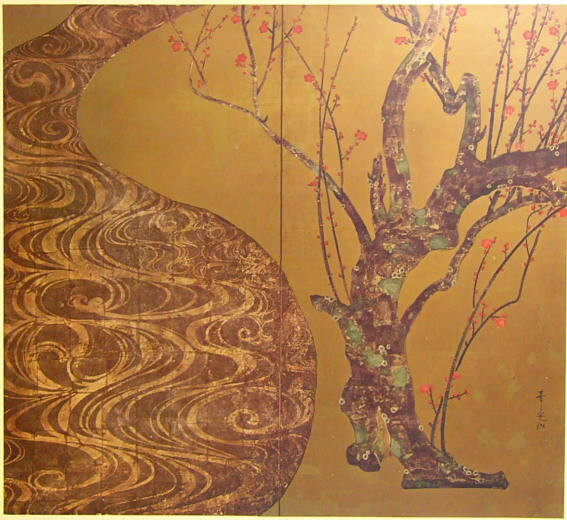
尾形光琳 紅白梅図屏風（紅梅図、部分）

### 及ぼした影響
琳派はヨーロッパの印象派や現代の日本画、デザインにも大きな影響を与えている。風神雷神図は多くの画家によって描かれ、それぞれの作品はよく比較の対象にされる。
2004年に東京国立近代美術館で開催された「琳派 RIMPA」展では、明治以降の日本画の作品（菱田春草、横山大観など）のほか、クリムトやウォーホルの作品にも「琳派的なもの」が見られるとされた。

### 琳派に分類される画家・芸術家
- 本阿弥光悦（1558年 - 1637年）
- 俵屋宗達（江戸初期）
- 俵屋宗雪（江戸前期）
- 喜多川相説（江戸前期）
- 尾形光琳（1658年 - 1716年）
- 尾形乾山（1663年 - 1743年）
- 渡辺始興（1683年 - 1755年）
- 深江芦舟（1699年 - 1757年）
- 中村芳中（生年不詳 - 1819年）
- 酒井抱一（1761年 - 1828年） - 江戸琳派とも。
- 鈴木其一（1796年 - 1858年）
- 池田孤邨（1801年 - 1866年）
- 酒井鶯蒲（1808年 - 1841年）
- 村越其栄（1808年 - 1867年）
- 山本光一（1843年? - 1905年?）
- 尾形月耕（1859年 - 1920年）
- 神坂雪佳（1866年 - 1942年）

## 参考資料
- 『日本美術史事典』 平凡社 1987年
- 『琳派美術館』 全4巻（1宗達と琳派の源流、2光琳と上方琳派、3抱一と江戸琳派、4工芸と琳派感覚の展開） 集英社 1993年
- 展覧会図録
  - 『琳派 美の継承-宗達・光琳・抱一・其一』 名古屋市美術館 1994年
  - 『琳派 RINPA』 東京国立近代美術館 2004年
  - 『大琳派展 継承と変奏 尾形光琳生誕三五〇周年記念』 東京国立博物館 2008年